# Eijkman (cràter)
Eijkman és un cràter d'impacte que es troba a l'hemisferi sud de la cara oculta de la Lluna. Es troba cap al sud-est (a una distància al voltant de mig diàmetre) del cràter de major grandària Lemaître. Al sud-sud-oest s'hi troba el cràter Crommelin, i al nord-est apareix Fizeau.
La vora d'aquest cràter està ben definida, sense un desgast significatiu per impactes posteriors. No obstant això, mostra alguns cràters petits al llarg del brocal, i una altra marca d'impacte a l'interior del costat nord. Les parets internes mostren algunes terrasses menors a la vora del costat nord-oest. Prop del punt mitjà del fons del cràter apareix una formació de pic central en forma de ferradura, amb l'extrem obert apuntant cap al sud.

## Cràters satèl·lit
Per convenció, aquests elements són identificats als mapes lunars posant la lletra al costat del punt mitjà del cràter que està més prop d'Eijkman.
|           | \| Eichstadt \| Coordenades \| Diàmetre \| \| --------- \| -------------------------------------- \| -------- \| \| D \| 62° 18′ S, 136° 54′ O / 62.3°S,136.9°O \| 25 km \| |          |
| Eichstadt | Coordenades | Diàmetre |
| D         | 62° 18′ S, 136° 54′ O / 62.3°S,136.9°O | 25 km    |